# Henrik Olesen
Henrik Olesen (Esbjerg, 1967) és un artista plàstic danès que treballa a Berlín. Ha exposat a Nova York, Suècia, i Àustria. Va estudiar a la Reial Acadèmia de Belles Arts de Dinamarca de 1989 a 1996.
Projecte 94, al Museu d'Art Modern de Nova York, inaugurada a principis de 2011, va ser la primera exposició individual d'Olesen als EUA. En ella, segons va afirmar Valery Oișteanu a The Brooklyn Rail, "Olesen demostra la criminalització de l'homosexualitat, el passat i el present, a través de l'apropiació dels materials originals i els canvis contextuals".